# 밀양 남계서원
밀양 남계서원(密陽 南溪書院)은 대한민국 경상남도 밀양시 청도면 두곡리에 있는, 영헌공 김지대의 충효를 기리기 위해 세운 서원이다.
1996년 3월 11일 경상남도의 문화재자료 제229호 남계서원으로 지정되었다가, 2018년 12월 20일 현재의 명칭으로 변경되었다.

## 개요
영헌공 김지대의 충효를 기리기 위해 세운 서원이다. 김지대(1190∼1266)는 고려 고종 때 문신으로 청도 김씨의 시조이다. 고종 4년(1217)에 거란이 침입하자 병환 중인 아버지를 대신하여 나가 싸워 충과 효를 동시에 이루기도 하였다.
남계서원은 조선 숙종 30년(1704)에 지었다.

## 참고 문헌
- 밀양 남계서원 - 국가유산청 국가유산포털